# Herbert Fleure
Herbert John Fleure, född 6 juni 1877, död 1 juli 1969, var en brittisk antropolog och geograf.
Herbert Fleure var professor i zoologi, geografi och antropologi i Manchester 1910–1930 och i geografi 1930–1944. Bland Fleures skrifter märks Human Geography in Western Europe (1918), The Peoples of Europe (1922), Races of England and Wales (1923), The Races of Mankind (1927), The Corridors of Time (8 band, tillsammans med H. Peake) och French Life and its Problems (1943).